# رامي رضوان
رامي رضوان (5 سبتمبر 1985) ممثل مصري ومقدم برامج وهو زوج الممثلة دنيا سمير غانم. ولديه ابنة 

## عن حياته
تخرج من كلية الإعلام بالجامعة الأمريكية بالقاهرة عام 2006، ثم بدأ مسيرته في عالم الإعلام في نفس العام حيث إنضم الى قناة Otv وقدم خلالها مجموعة متنوعة من التقارير التليفزيونية والبرامج، ثم انتقل بعدها الى ONtv  وقدم برنامج "إقتصاد أون تايم" المتخصص في كافة الموضوعات الإقتصادية، ثم قدم بعده برنامج (أون تيوب) والذي كان أول برنامج في مصر والوطن العربي يقدم رصد كامل لأبرز وأهم الموضوعات والقضايا اليومية التي كانت محل إهتمام مستخدمي مواقع التواصل الاجتماعي وأراء المواطنين فيها. ثم قدم برنامج (صباح أون) والذي استمر بتقديمه حتى عام 2015 عندما ترك القناة وانضم لقناة Ten والتي قدم بها برنامجها المسائي الرئيسي (البيت بيتك) ثم انضم لقناة دي إم سي ليقدم برنامجه الصباحي "٨ الصبح" حتى عام 2019، والذي انتقل خلاله ليقدم على ذات القناة DMC برنامجها المسائي الرئيسي " مساء دي إم سي، حتى نهاية عام 2023"

## أعماله

### التمثيل
- مسلسل عايزة اتجوز (2010).
- مسلسل لهفة (2015).
- فيلم بلموندو (2023)

### البرامج
- صباحك سكر زيادة.
- مساءك سكر زيادة.
- إقتصاد أون تايم.
- أون تيوب.
- صباح أون.
- البيت بيتك.
- ٨ الصبح
- مساء دي إم سي.

## وصلات خارجية
- رامي رضوان على موقع الدهليز
- رامي رضوان على موقع قاعدة بيانات الأفلام العربية